# Walter Moroder
Walter Moroder (* 10. Mai 1963 in St. Ulrich in Gröden, Italien) ist ein zeitgenössischer Südtiroler Bildhauer und Zeichner.

## Leben
Walter Moroder ist ein Sohn des Grödner Bildhauers David Moroder. Er besuchte von 1977 bis 1980 die Staatliche Kunstlehranstalt in St. Ulrich in Gröden. Nach Lehre und Gesellen-Ausbildung im Atelier des Vaters folgte 1983 ein Studienaufenthalt in den USA und von 1983 bis 1988 das Studium der Bildhauerei an der Akademie der Bildenden Künste München, ab 1987 als Meisterschüler in der Klasse von Hans Ladner.
Das Interesse an außereuropäischen Kulturen führte Moroder 1987 auf Studienreisen nach Mexiko und Guatemala, 1994 nach Ägypten, 1996 nach Sulawesi und Java. 2001 kündigte Moroder den Lehrstuhl für Kunstgeschichte, Zeichnen und Modellieren an der Landesberufsschule für Bildhauerei in St. Ulrich.  Er lebt als freischaffender Künstler in St. Ulrich in Gröden.

## Werk
Walter Moroder arbeitet in den Techniken Zeichnung und großformatiger Holzschnitt, sein Hauptwerk aber ist skulptural und bildhauerisch und resultiert aus Erfahrungen des Ungenügens mit der skulpturalen Tradition. Dafür nutzt er vorwiegend Holz, Gips und – nach gezielter Auswahl – auch Abgüsse in Bronze.

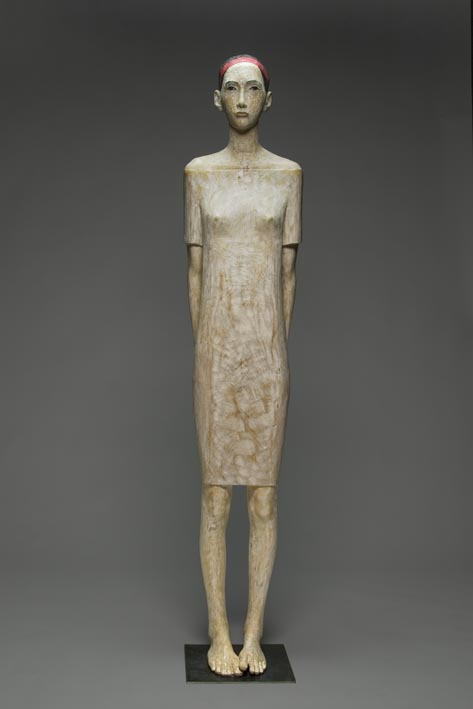
Sogni Lontani, 2003, Zirbelkiefer, Acryl, Glasaugen, 176 cm

Kerngegenstand ist die Arbeit an der menschlichen Figur; überwiegend sind es Frauenfiguren und weibliche Körper. Es handelt sich um Stehende in einer Wartehaltung mit schlanken Proportionen ohne erkennbare Beziehung zum realen Raum – außer zum Boden – und zumeist ohne Sockel oder Podest. Während sie sich mit ihrer offenen Präsenz als Objekt sinnlicher Betrachtung anbieten, scheinen umgekehrt die Betrachtenden für sie abwesend und nicht relevant zu sein. Die menschengroßen vertikalen Figuren stehen exponiert aufrecht, ihre Augen schauen ins Leere, oder sie blicken – wenn sie geschlossen sind – in sich, und sie werden gesehen von uns, die wir sie betrachten.
In der Gestaltung der anrührenden Details wie Kleidung, Hände, Füße, Mund oder Hals dominieren chiffrierte Gesten aus archaischen Bildquellen mit griechischen, ägyptischen oder asiatischen Einflüssen in Verbindung mit Elementen aus einer nicht alltäglichen Lebenswelt. Dabei relativieren sich kulturell eingeübte Gegensätze zwischen sichtbar und unsichtbar, männlich und weiblich, Verhüllung und Nacktheit, Körper und Geist, Gefühl und Psyche. Die von einer (männlichen) Menschenhand gemachten weiblichen Figuren mit ihrer Verkörperlichung menschlicher Erfahrungen drängen durch sehen und gesehen werden auf eine erhöhte Empathie und Partizipation in der visuellen Wahrnehmung. Sie machen in ihrer vertikalen Gestalt und als Gegenüber des Betrachters Praktiken der Geschlechterbegegnung anschaulich und regen zum Nachdenken über das Unendliche im Körper der eigenen Endlichkeit an.
Häufig kreisen Motivstudien in diesen Werken um Erfahrungen der Ambivalenz wie Anmut und Grazie, um androgyne Identitäten, um Aura und Gegenwart von Abwesendem, um die Erfahrung von Tod und Faszination. Der Einsatz von Glasaugen ist ein Werkzeug der Suggestion und Irritation im Umgang mit dem Sichtbaren.

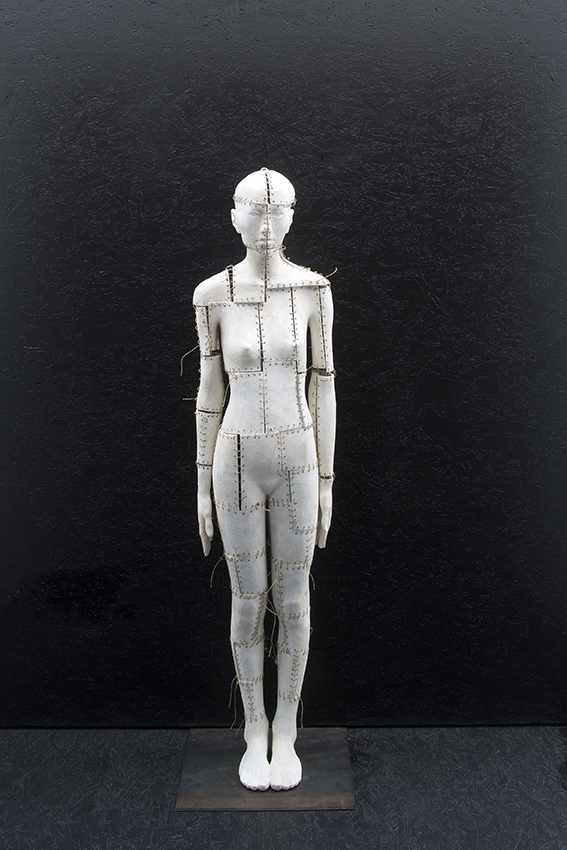
Cujida, 2015, Zirbelkiefer, Acryl, Schnur, Schellen, 164 cm

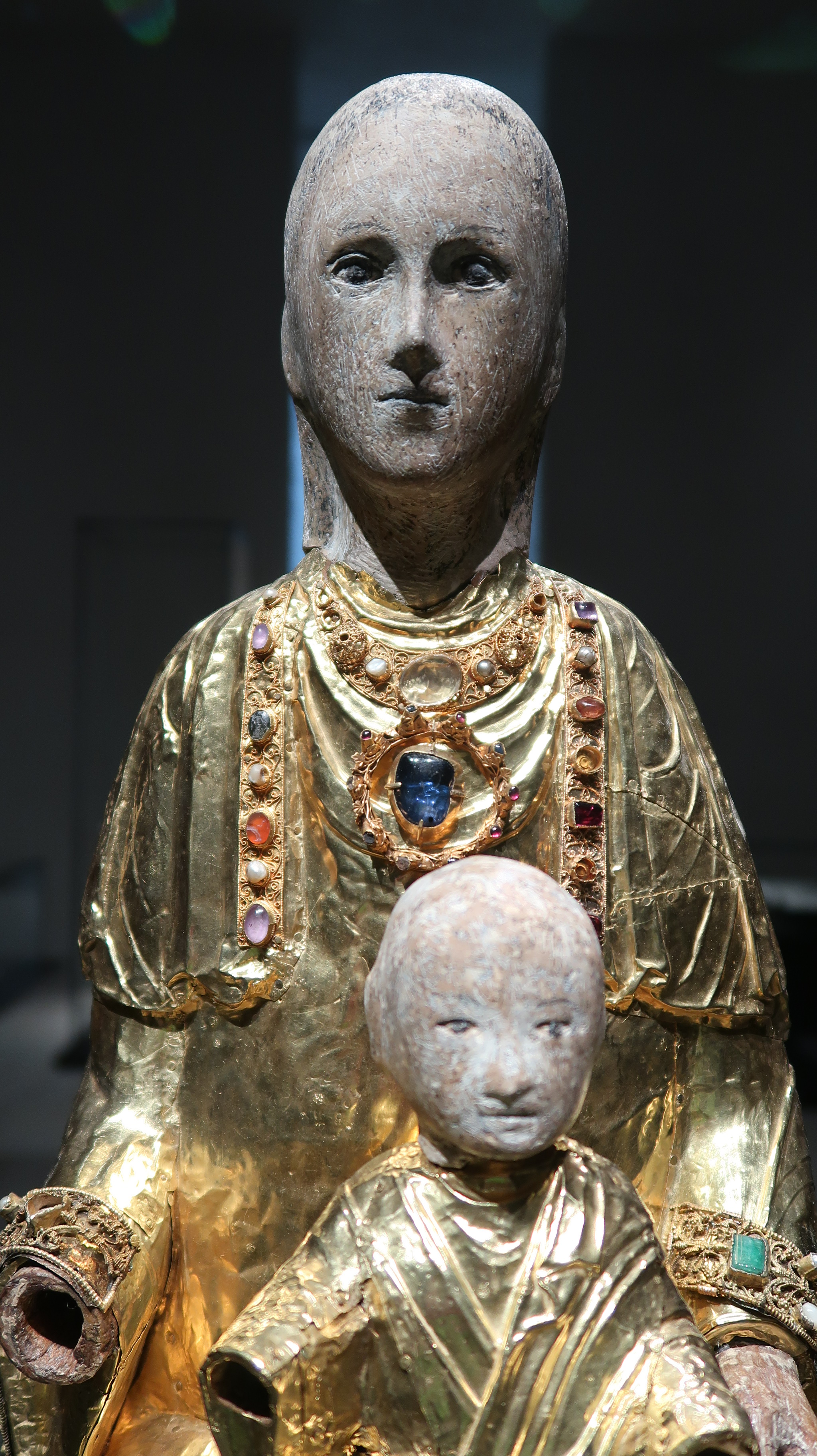
Große Goldene Madonna im Dommuseum Hildesheim

In der Arbeit im Atelier verzichtet Moroder grundsätzlich auf ein lebendes Modell bei der Formsuche und vermeidet jeden Realismus und erzählerischen Gehalt. Angeregt von den Zweifeln an einer biologistischen Auffassung vom Menschen entstanden nach 2014 Werke im Kontrast zu idealisierenden Vorstellungen in den Humanwissenschaften. Eine Reihe von Einzelwerken verbildlicht das Verschwinden der menschlichen Figur oder sie erweisen sich als prekäre Existenzen in genähten, durchlöcherten, segmentierten Körpern oder Torsi.
Im Anspruch auf ein von Fragen nach dem Menschen geprägtes Denken in der Bildhauerei gründet das Werk von Walter Moroder auf den Unzulänglichkeiten des Verstehens und den Erwartungen der Einfühlung.

## Ausstellungen (Auswahl)
- 2000: Stadtmuseum Klausen
- 2003: Galerie Appel, Frankfurt am Main
- 2004: Steirischer Herbst, Galerie Tazl, Graz
- 2005: Galerie Chobot, Wien
- 2008/09: mit Alberto Giacometti – Sinclair-Haus, Bad Homburg; Käthe-Kollwitz-Museum, Berlin
- 2010: Galerie für Zeitgenössische Kunst Leipzig
- 2011: Osthaus Museum Hagen, Altana Kulturstiftung, Hagen
- 2012: Kunstmuseum Sotschi, Russland
- 2012: 3. Biennale Gherdeina, St. Ulrich, Gröden
- 2012: Rathausgalerie Brixen
- 2013: Kunsthaus Meran
- 2014: Galerie Albert Baumgarten, Freiburg im Breisgau
- 2015: Galerie Doris Ghetta, St. Ulrich, Gröden; Portraits, National Museum, New York
- 2017: Nzaul d’auter – Irgendwo anders, Museum Pfalzgalerie Kaiserslautern; Galleria Civica di Trento, Trient
- 2018: Sun plaza, Galerie Doris Ghetta, Gröden
- 2019: Hinter den Dingen, Dommuseum Hildesheim; Galerie Chobot, Wien